# Dörvöljin (Zavkhan)
Le sum de Dörvöljin (mongol : ᠳᠥᠷᠪᠡᠯᠵᠢᠨ
ᠰᠤᠮᠤ, cyrillique : Дөрвөлжин сум, MNS : Dörvöljin sum) est situé dans l'aïmag (ligue) de Zavkhan en Mongolie. Sa population était de 1 832 habitants en 2010.